# 最长的旅行
《最长的旅行》（英語：The Longest Journey）是英国作家爱德华·摩根·福斯特的第二部出版的小说，于1907年出版，仅次于《天使不敢涉足的地方》（Where Angels Fear to Tread，1905年），而早于《看得见风景的房间》（A Room with a View，1908年）和《霍华德庄园》（Howards End，1910年）。它是福斯特小说中最不为人所知的一部，,但也是作者本人最喜爱的，以及最具自传性的一部作品。这是福斯特唯一一部没有被改编为影视作品的小说。